# Leymah Gbowee
Leymah Gbowee (Monrovia, 1º febbraio 1972) è una pacifista liberiana, responsabile della direzione di un movimento di pace femminile, Women of Liberia Mass Action for Peace, che ha contribuito a porre fine alla seconda guerra civile liberiana nel 2003.
I suoi sforzi per porre fine alla guerra, insieme con la sua collaboratrice Ellen Johnson Sirleaf, aiutarono a inaugurare un periodo di pace e permisero libere elezioni nel 2005 che Sirleaf vinse. Insieme a Ellen Johnson Sirleaf e Tawakkul Karman, ha ricevuto il Premio Nobel per la Pace 2011 "per la lotta non violenta per la sicurezza e per i diritti delle donne alla piena partecipazione al lavoro di costruzione della pace".

## Biografia
Leymah Gbowee è nata nella Liberia centrale il 1 febbraio 1972. All'età di 17 anni, viveva a Monrovia con i genitori e due delle sue tre sorelle, quando scoppiò la prima guerra civile liberiana nel 1989, gettando il paese nel caos fino al 1996. Sul finire della guerra si è formata come assistente sociale e ha lavorato con persone affette da trauma e con ex bambini soldato.
Nel 1999 iniziò il secondo conflitto. Gbowee credeva molto nella responsabilità delle donne per poter ristabilire la pace ed è quindi diventata membro fondatore e coordinatrice in Liberia dell'organizzazione "Women in Peacebuilding Network (WIPNET)", ossia la Rete delle donne per la costruzione della pace. Nel 2003, insieme ad altre donne, ha organizzato una mobilitazione per la pace. Inizialmente erano coinvolte solo donne cristiane, ma successivamente sono state incluse anche donne musulmane. Nacque così il movimento interconfessionale noto come "Women of Liberia Mass Action for Peace" (Azione collettiva delle Donne liberiane per la Pace). Questa associazione mise in atto una serie di iniziative pubbliche e non violente contro l'allora presidente del paese Charles Taylor. Questo movimento fu determinante al raggiungimento della pace e all'elezione di Ellen Johnson Sirleaf come presidente della Liberia.
Nel 2006, ha co-fondato "Women Peace and Security Network Africa" (WIPSEN-A), un'organizzazione no-profit pan-africana impegnata a promuovere la partecipazione delle donne, dove ha ricoperto la carica di direttore esecutivo per sei anni. Nel febbraio 2012, dopo aver ricevuto il Premio Nobel per la pace 2011, Gbowee ha lanciato la Gbowee Peace Foundation Africa (GPFA), a Monrovia, in Liberia, che offre opportunità di sviluppo educativo e di leadership per donne, ragazze e giovani.

## Il movimento femminile per la pace
Nell'estate del 2002, Gbowee è stata riconosciuta come portavoce e leader ispiratrice della Women of Liberia Mass Action for Peace, descritta come un movimento per la pace che ha avuto inizio con le donne locali che pregavano e cantavano in un mercato del pesce. Lavorando al di là delle linee religiose ed etniche, Gbowee condusse migliaia di donne cristiane e musulmane a riunirsi a Monrovia, dove per mesi hanno pregato per la pace. Usando preghiere musulmane e cristiane, hanno tenuto manifestazioni quotidiane non violente e hanno disobbedito agli ordini del presidente tirannico, Charles Taylor.
Il movimento ha organizzato proteste che includevano la minaccia di una maledizione e di uno sciopero del sesso. Lo sciopero durò per alcuni mesi, ma ebbe poco effetto pratico. Tuttavia, è stato estremamente prezioso per attirare l'attenzione dei media locali ed internazionali.
Sotto la guida di Gbowee, le donne hanno ottenuto un incontro con il presidente Taylor e la sua promessa a partecipare ai colloqui di pace in Ghana, per negoziare con i ribelli del Liberians United for Reconciliation and Democracy e il Movement for Democracy in Liberia. Gbowee ha guidato una delegazione di donne liberiane in Ghana per continuare a esercitare pressione durante il processo di pace. Il gruppo delle donne ha tenuto una protesta silenziosa fuori dal Palazzo Presidenziale, ad Accra, e anche grazie al loro contributo si è raggiunto un accordo di pace. Infatti, la guerra in Liberia si concluse ufficialmente il 18 agosto con la firma della Convenzione di Accra.

## Premi e riconoscimenti
- 2008 Women's eNews Leaders for the 21st Century Award[11]
- 2009 John F. Kennedy Profile in Courage Award[12]
- 2010 John Jay Medal for Justice dal John Jay College of Criminal Justice[13]
- 2011 Premio Nobel per la pace[2]
- 2011 Alunno dell'anno, Eastern Mennonite University[14]
- 2013 Laurea honoris causa, Rhodes University[15]
- 2013 Barnard College Medal of Distinction[16]
- 2013 The New York Women's Foundation Century Award
- 2014 Oxfam America Right the Wrong Award[17]

## Pubblicazioni
- Grande sia il nostro potere, Leymah Gbowee (con Carol Mithers), traduzione di Elisabetta De Medio, Milano: Corbaccio, 2012 ISBN 978-88-6380-369-3